# Franz Huth (Maler)
Franz Huth (* 9. November 1876 in Pößneck; † 7. Juni 1970 in Weimar) war ein deutscher Maler. Er gilt insbesondere in Thüringen als einer der bedeutendsten Pastellmaler des 20. Jahrhunderts. Sein Wirkungsbereich waren vor allem Landschaftsbilder und Interieurs.

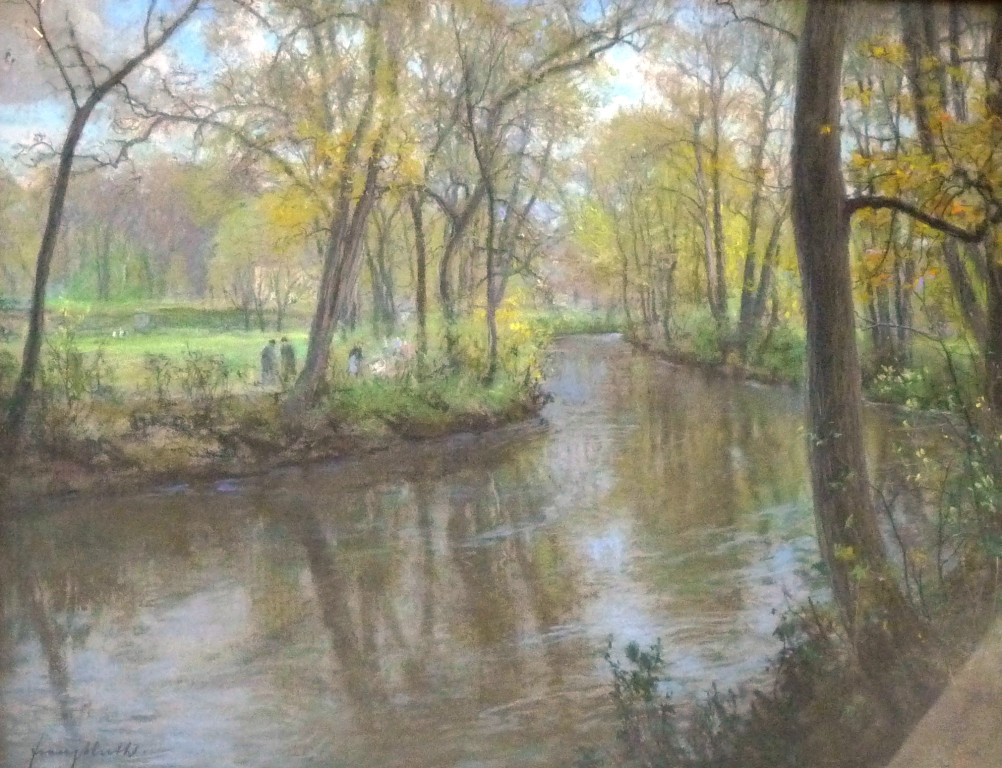
Ilmpark Weimar mit Blick zu Goethes Gartenhäuschen

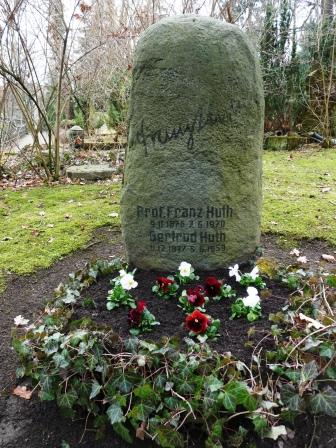
Grab auf dem Historischen Friedhof in Weimar

## Leben
Franz Huth war der zweite Sohn des Porzellanmalers Louis Huth. Er erlernte bei seinem Vater die Technik der Porzellan- und Glasmalerei. Als 12-Jähriger war er in der väterlichen Werkstatt tätig. Nach einer Lehrzeit (ab 1892) in Volkstedt bei Rudolstadt als Porzellanmaler begann er 1894 eine Lehre als Glasmaler im Riesengebirge. Dabei lernte er auch seinen langjährigen Freund und Malerkollegen Arthur Julius Barth kennen.
Danach begann er ein Studium an der Kunstgewerbeschule in Dresden, wo er es aber zwischen 1895 und 1897 nur drei Semester aushielt. Nach längerem Aufenthalt 1897 bis 1898 in der Schweiz, in Südfrankreich und Oberitalien besuchte er 1900 die Königliche Porzellan-Manufaktur Berlin.
Ab 1903 arbeitete er einige Jahre in Heidelberg für die dortige Niederlassung der Manufaktur seines Vaters.
Von 1911 bis 1918 lebte und wirkte er als freischaffender Künstler in verschiedenen Städten: Cuxhaven, Heidelberg, Rom, Darmstadt. Dabei trat immer mehr die Pastellmalerei in den Vordergrund. Im Jahre 1918 nahm er seinen Wohnsitz in Bensheim an der Bergstraße.
Er war verheiratet mit der Künstlerin Gertrud Borchmann (gest. 1959). 1922 übersiedelte er mit seiner Familie nach Weimar, wo er mit kürzeren Unterbrechungen bis 1961 wirkte. Er war in Weimar wohnhaft in der Schubertstraße 15.
In der Zeit des Nationalsozialismus war Huth Mitglied der Reichskammer der bildenden Künste und des nationalsozialistischen Kampfbunds für Deutsche Kultur.
In der DDR war er Mitglied des Verbands Bildender Künstler der DDR.
Während der letzten neun Jahre seines Lebens setzte ein Augenleiden seinem Schaffen ein Ende. Franz Huth starb, hochgeehrt in Thüringen und Ehrenbürger seiner Heimatstadt Pößneck, im Alter von 93 Jahren in Weimar und wurde dort auf dem Historischen Friedhof beigesetzt.
Während der fast vierzigjährigen Tätigkeit in Weimar wurde Franz Huth zum einfühlsamen Vermittler der Atmosphäre der Stadt. Vor allem in der Darstellung der Innenräume der Weimarer Schlösser, die er ebenso detailgerecht wie atmosphärisch wirkungsvoll wiederzugeben wusste, zeigte sich seine meisterhafte Beherrschung der Pastellmalerei.
Bilder Huths befinden sich u. a. im Goethemuseum Frankfurt/Main, im Stadtmuseum Pößneck, im Stadtmuseum Saalfeld im Franziskanerkloster und im Stadtmuseum Weimar.

## Werke (Auswahl)
- Markttreiben / Blick auf Pößnecker Markt (um 1910, Pastell; Stadtmuseum Pößneck)[2]
- Chinesisches Cabinett (1914; Pastell; Stadtmuseum Pößneck)[3]
- Innenhof Klosterplatz 2 – 4 (1921, Pastell, 50 × 40 cm; Stadtmuseum Pößneck)[4]
- Blick in Goethes Sterbezimmer (1932, Pastell; Goethemuseum Frankfurt/Main)[5]
- Meine Arbeitsstätte (um 1952, Pastell, 70 × 60 cm; auf der Dritten Deutschen Kunstausstellung)[6]
- Im Kätnerhaus (1952, Aquarell)[7][8]
- Im Park zu Weimar (1952, Pastell)[9][8]

## Ausstellungsbeteiligungen (unvollständig)
- 1934: Darmstadt, Städtisches Ausstellungsgebäude Mathildenhöhe („Deutsche Frühjahrsausstellung des Kampfbunds für deutsche Kultur, Ortsgruppe Darmstadt“)
- 1935 und 1936: Karlsruhe („Frühjahrsausstellung Baden-Baden“)
- 1940: Dortmund („Ausstellung von Kunstwerken Darmstädter Künstler aus Darmstädter Privatbesitz“)

- 1948: Weimar, Schloss („Künstler schaffen. 1945–1948“)

- 1953 und 1962/63: Dresden, Dritte und Fünfte Deutschen Kunstausstellung
- 1954: Altenburg/Thür., Lindenau-Museum („100 Jahre Staatliches Lindenau-Museum“)